# Rosa Carvalho
Rosa Carvalho (Lisboa, 1952) é  uma pintora portuguesa, conhecida por reproduzir minuciosamente obras de pintores como François Boucher, Francisco de Goya, Rembrandt e Diego Velasquez subtraindo das mesmas as figura femininas, presentes nas pinturas originais. 

## Biografia
Rosa Carvalho nasceu em Lisboa em 1952, onde fez o curso de artes plásticas na Universidade de Lisboa. 

## Obra
Apresenta uma pintura com referências constantes a modelos clássicos, numa relação com o academismo, que parece resultar de uma deliberada vontade de anacronismo.
É conhecida por reproduzir minuciosamente obras de pintores como François Boucher, Francisco de Goya, Rembrandt e Diego Velasquez, subtraindo das mesmas as figuras femininas, presentes nas pinturas originais. Ao fazê-lo realça a presença da mulher na arte não como artista mas apenas como fonte de inspiração. 
A procura de fontes no maneirismo, no barroco ou no romantismo colocam a questão da pertinência das preferências à arte clássica na pintura contemporânea.

## Colecções
As suas obras podem ser encontradas em várias colecções públicas e privadas, nomeadamente: 
- Ministério dos Negócios Estrangeiros (Portugal)
- Secretaria de Estado da Cultura (Portugal)

- Fundação EDP - MAAT [6]
- Fundação Calouste Gulbenkian:  Centro de Arte Moderna José de Azeredo Perdigão [7][8]
- Fundação Ilídio Pinho - Arte Contemporânea Portuguesa [9]
- Fundação Luso-Americana para o Desenvolvimento
- Culturgest – Fundação Caixa Geral de Depósitos
- Instituto Diplomático
- Fundação PLMJ [2]
- Fundação GALP [10]
- Centro de Arte Oliva - Colecção Norlinda e José Lima [11]

## Reconhecimento
Em 2021, obras suas foram expostas juntamente com as de outras artistas portuguesas (Fernanda Fragateiro, Grada Kilomba, Helena Almeida, Lourdes Castro, Paula Rego, Salette Tavares,Vieira da Silva, entre outras), na exposição Tudo o que eu quero - Artistas Portuguesas de 1900 a 2020, no Museu Calouste Gulbenkian, que integrou o programa cultural da Presidência Portuguesa do Conselho da União Europeia. 

## Ligações Externas
- A sua exposição "Novas Paisagens de Interior" é mencionada no programa TV Artes (1992) - Arquivos RTP

- Rosa Carvalho no ArtsandCulture Google